# Glenwood City
Glenwood City é uma cidade localizada no estado norte-americano de Wisconsin, no Condado de St. Croix.

## Demografia
Segundo o censo norte-americano de 2000, a sua população era de 1183 habitantes.
Em 2006, foi estimada uma população de 1192, um aumento de 9 (0.8%).

## Geografia
De acordo com o United States Census Bureau tem uma área de
6,4 km², dos quais 6,4 km² cobertos por terra e 0,0 km² cobertos por água. Glenwood City localiza-se a aproximadamente 314 m acima do nível do mar.

## Localidades na vizinhança
O diagrama seguinte representa as localidades num raio de 16 km ao redor de Glenwood City.